# Lista postaci serialu Nie ma to jak hotel
Artykuł przedstawia wszystkie postacie występujące w serialu Nie ma to jak hotel. Jego kontynuacją jest Suite Life: Nie ma to jak statek nadawany w USA w latach 2008–2011. W głównych rolach występowali Dylan Sprouse, Cole Sprouse, Brenda Song, Ashley Tisdale, Phill Lewis i Kim Rhodes.

## Główne postacie
- Zachary „Zack” Martin[4] (Dylan Sprouse) – jest synem Carey i Kurta Martinów. Urodził się w 1993 roku w Seattle w Szpitalu Świętego Józefa[5]. Ma brata bliźniaka Cody’ego. Nie jest tak dobrym uczniem tak jak on, lecz jest lepszy od niego w sporcie czy podrywaniu dziewczyn. Gra w szkolnej drużynie koszykówki. Jest też bardziej zaradny, chytry, podstępny, odważny i bardziej pewny siebie niż brat. Potrafi być samolubny, jednak gdy zrozumie swój błąd, potrafi się do niego przyznać. Umie okazywać uczucia (m.in. w stosunku do brata czy matki), co przychodzi mu z trudnością. Nie zaliczył języka angielskiego przez co w czasie wakacji uczęszczał do szkoły letniej. Podkochuje się w Maddie Fitzpatrick, lecz z czasem coraz mniej, co można zauważyć w dalszych seriach. Mimo że jest starszy od brata o dziesięć minut, to jest od niego niższy. W trzecim sezonie serialu podczas wakacji, wraz z Codym pracował w sklepie spożywczym Paul Revere. Mieszkał wraz z bratem i matką na 23 piętrze pod numerem 2330[6].
- Cody Martin[7] (Cole Sprouse) – jest synem Carey i Kurta Martinów. Ma brata bliźniaka Zacka. Urodził się w Seattle[5]. Cody jest bardzo ambitny i zależy mu na dobrych ocenach i wzorowym zachowaniu w szkole. Jest gorszy od brata w sporcie a szczególnie w podrywaniu dziewczyn. Jest bardzo delikatny, empatyczny i wrażliwy. Maniak czystości. Lubi cyrk, książki, gotowanie i muzykę poważną. Jest bardziej odpowiedzialny, nieśmiały i poważny w przeciwieństwie do brata, mimo że często pakuje się w kłopoty razem z nim. W trzeciej serii serialu chodził z Barbarą. Podczas wakacji pracował wraz z Zackiem w sklepie spożywczym Paul Revere. Był producentem programu London Yay Me!. Mieszkał wraz z bratem i matką na 23 piętrze pod numerem 2330[6].
- London Tipton[8] (Brenda Song) – córka właściciela hotelu Tipton. Jest atrakcyjna, bardzo bogata i nie grzeszy inteligencją. Wielokrotnie nie zdawała z klasy do klasy. Chodziła do szkoły Matki Bożej Wiecznie Bolesnej razem z Maddie, a potem do liceum wraz z bliźniakami. Jej matka (nigdy nie pokazana w serialu) pochodzi z małej wioski w Tajlandii. London jest jedynaczką. Ma suczkę Ivanę – szpica miniaturowego. Mieszka w hotelu na najwyższym piętrze w największym apartamencie pod numerem 2500[6], w którym ma ogromną garderobę, zajmującą kilka pięter. Ubiera się wedle obowiązującej mody. Jest zakupoholiczką. Jej ubrania w większości pochodzą z kolekcji Artura Vitaliego. Uwielbia bycie popularną. Lubi rywalizować m.in. z jedną ze swoich przyjaciółek, Portią Tenenbaum (nigdy nie pokazana w serialu) o to która będzie na pierwszych stronach gazet. Często myśli tylko o sobie, jednak gdy zostanie upomniana, potrafi okazać ludzkie odruchy. Jej ojciec Wilfred nigdy nie ma dla niej czasu i nie potrafi dotrzymać danych obietnic, przez co London wiele razy się na nim zawiodła, a Wilfred w ramach rekompensaty kupował jej drogie prezenty. Wychowuje ją Marion Moseby, kierownik hotelu, który traktuje ją jak córkę. Przyjaźni się z Maddie Fitzpatrick, z której bardzo często się wyśmiewa, przekupuje ją i czasem traktuje jak służącą. Jej przyjaciółmi są także Zack i Cody oraz Bailey w „Suite Life: Nie ma to jak statek”. W trzecim sezonie serialu, spotykała się z ratownikiem basenowym Lance'em. Postać London to parodia Paris Hilton[9].
- Maddie Fitzpatrick[10] (Ashley Tisdale) – sprzedawczyni w sklepiku ze słodyczami w Tiptonie. W odcinku „Pilot Your Own Life” przedstawiła się pełnym imieniem – Madeline Margaret Genevieve Miranda Catherine Fitzpatrick. Maddie jest piękna, otwarta, miła, inteligentna i bardzo dobrze się uczy. Pochodzi z biednej rodziny. Jej przyjaciółką jest London którą czasami wykorzystuje, co nie wychodzi jej na dobre. Ma bardzo dobre stosunki z Carey, matką bliźniaków, która traktuje ją jak siostrę. Kocha się w niej Zack Martin, lecz dziewczyna często interesuje się nowo poznanymi chłopakami, w których zwykle jest zakochana. Ma siostrę, której nie pokazano w serialu, młodszego brata Liama i babcię, mieszkającą w Portland w stanie Oregon. Chodziła do szkoły Matki Bożej Wiecznie Bolesnej prowadzonej przez zakonnice, wraz z London, którą przeniósł tam jej ojciec. Jest wielką zwolenniczką ochrony środowiska. Jest także leworęczna. Choruje na astmę, co ujawniono w odcinku „Kisses and Basketball”. W trzecim sezonie przez kilka odcinków była opiekunką na obozie letnim Raj na Ziemi dla trudnej młodzieży, organizowanym przez jej szkołę. Była też współproducentką programu internetowego London. W Suite Life: Nie ma to jak statek Maddie przyjeżdża odwiedzić przyjaciół, co kończy się zaręczynami z księciem 8-letnim Jeffym, jednak Zack w walce na makarony, pokonuje go i odzyskuje Maddie.
- Marion Moseby[11] (Phill Lewis) – kierownik hotelu Tipton. Od najmłodszych lat zajmuje się wychowaniem London Tipton. Jest dla niej oparciem i traktuje ją jak córkę. Często doradza jej w trudnych chwilach, bądź karze ją za przewinienia. Jest nerwowy i często wskutek tego ironizuje. Jest perfekcjonistą. Bardzo dba o gości w hotelu. Dobrze porozumiewa się w kilku językach m.in. po francusku, japońsku, hiszpańsku czy suahili. Mimo że często jest zirytowany poczynaniami bliźniaków to odczuwa sympatię wobec nich. W odcinku „The Ghost of 613” ujawnił, że na początku pracował w Tiptonie jako boy. Jest niskiego wzrostu, przez co jest czasem wyśmiewany przez innych. Ma bogatego brata Spencera, za którym nie przepada, babcię Rose, siostrzenicę Nię i matkę Beulah. Jej imię zostało ujawnione w odcinku „Miniature Golf” (nigdy nie pokazana w serialu. Moseby jedynie o niej wspomina). Jest kawalerem.
- Carey Martin[12] (Kim Rhodes) – pracuje w hotelu jako piosenkarka kabaretowa. Wraz z synami Zackiem i Codym mieszka w jednym z hotelowych apartamentów pod numerem 2330[6]. Jest rozwiedziona, jednak z byłym mężem Kurtem, utrzymuje dobry kontakt. Stara się być dobrą matką, doradzać, tłumaczyć trudne sprawy – często odwołuje się wtedy do historii ze swojego życia, czego szczerze chłopcy nie znoszą. Jest odpowiedzialna, wyrozumiała, ale i stanowcza, gdy coś przeskrobią. Nie potrafi gotować, co resztą potwierdzają bliźniaki. Carey ma siostrę Marthę, (nigdy nie pokazana w serialu) z którą jest skłócona. W pierwszym sezonie spotykała się z Sergem, nielubianym przez chłopców konsjerżem, który okłamywał Carey, że interesuje się poezją i że napisał dla niej wiersz (w rzeczywistości zrobił to zakochany w niej Arwin). W sezonie drugim przez miesiąc związana była z prawnikiem Harveyem, którego bardzo polubił Moseby (miał nadzieję, że ten zabierze Carey z synami z hotelu, a on wreszcie odzyska spokój), Zack (któremu Harvey imponował tym że jest bogaty) i Kurt (liczył na to że Harvey sfinansuje jego nagrania w studiu), którego ściągnął niezadowolony z obrotu sprawy Cody, chcąc by ten doprowadził do ich rozstania.

## Personel hotelu Tipton
- Arwin Hochauser[13] (Brian Stepanek) – inżynier pracujący w hotelu. Przyjaźni się z Zackiem i Codym. Jest bardzo niezdarny, a większość jego wynalazków okazuje się niewypałem. Zawsze ma na sobie szary kombinezon i torbę z narzędziami na pasku. Nosi okulary, sklejone pośrodku plastrem. Zaleca się do Carey Martin i denerwuje się gdy ją zobaczy, jednak ona za każdym razem daje mu do zrozumienia że nic z tego nie będzie, jednak Arwin ma nadzieję, że kiedyś będą razem. Ma także kilka jej zdjęć w swojej pracowni. W odcinkach „Kisses & Basketball”, „Bowling”, „Going for the Gold” i „Mr. Tipton Comes to Visit” mdleje za każdym razem gdy Carey go całuje. Jest mistrzem gry w kręgle. Mieszka z matką.
- Esteban Ramirez[14] (Adrian R’Mante) – boy hotelowy. Ma kurczaka Dudleya. Jego pełne imię to Esteban Julio Ricardo Montoya de la Rosa Ramirez. Najprawdopodobniej pochodzi z Hiszpanii. Potrafi tańczyć. Czasem jest tragarzem London. Jest naiwny ale ma dobre serce. Lubi Zacka i Cody’ego. W odcinku „Boston Sea Party” uzyskał amerykańskie obywatelstwo. W Suite Life: Nie ma to jak statek przyjechał na statek by wziąć ślub ze swoją narzeczoną Francescą, mimo sprzeciwu swojej matki. Jednak dzięki Bailey i London, Senora Ramirez ostatecznie zaakceptowała swoją synową. Po odejściu Moseby’ego, został asystentem nocnego kierownika w hotelu Tipton.
- Muriel[15] (Estelle Harris) – bardzo leniwa ale dobroduszna pokojówka na emeryturze. Czasem pilnowała Zacka i Codyʼego. Jej ulubionym zajęciem jest siedzenie w fotelu i zajadanie czekoladek. Lubi plotkować z innymi pracownikami hotelu. W jednym z odcinków dowiadujemy się, że jej ukochanym był Pieprzny Deleo, którego w retrospekcji grał Adrian R’Mante, a Muriel, Ashley Tisdale.
- Lance Fishman (Aaron Musicant) – ratownik na basenie. Potrafi mówić tylko o wodzie. Podobnie jak London nie grzeszy rozumem. W odcinku „Sink or Swim” zakochali się w sobie i przez krótki czas chodzili ze sobą, jednak w „Arwin Comes To Dinner” Lance z nią zerwał.
- Paolo (Jerry Kernion) – kucharz w hotelu Tipton. Specjalizuje się w kuchni włoskiej. Jest bardzo choleryczny i obrażalski, zwłaszcza gdy komuś nie smakuje przyrządzone przez niego danie. Nie znosi krytyki. Uważa siebie za najlepszego kuchmistrza na świecie. Uwielbia jeść przez co jest bardzo gruby.
- Nia Moseby (Giovonnie Samuels) – siostrzenica pana Moseby’ego. Pracuje w sklepiku ze słodyczami zastępując Maddie która wyjechała na Antarktydę. Moseby na prośbę jej matki postanowił zaopiekować się nastolatką i sprowadzić ją na właściwą drogę. Nia jest bardzo energiczna i zaradna. Często okazuje agresję w stosunku do innych. Zależy jej głównie na pieniądzach. Zadaje się z London Tipton gdy wyczuje że może na tym skorzystać. Chodziła do klasy z Zackiem, Codym i London gdy byli w liceum.
- Patrick (Patrick Bristow) – nielubiany kierownik sali pracujący w hotelu. Jest dla wszystkich wredny i wiecznie z czegoś niezadowolony. Potrafi się podlizywać danej osobie, gdy czuje że może mieć z tego jakąś korzyść.
- Irene[16] (Sharon Jordan) – rudowłosa konsjerżka, pracująca w holu Tiptona. Odzywa się jedynie w trzech odcinkach serialu, podobnie jak Norman.
- Norman[17] (Anthony Acker) – portier pracujący w Tiptonie. Stoi głównie przy drzwiach. Sporadycznie się odzywa, co pokazane jest zaledwie w dwóch odcinkach serialu.
- Serge (Brian McNamara) – konsjerż, który udawał, że jest wielbicielem Carey, choć naprawdę był nim Arwin.
- Millicent (Kara Taitz) – zastępowała Maddie gdy ta wyjechała na obóz dla dziewcząt. Wszystkiego się boi, nawet rozmowy z ludźmi i często przez to mdleje.
- Chuck (Dossett March) – kelner, w którym Maddie zakochała się w drugim sezonie serialu.
- Grace (Brenda Vivian) – pokojówka w Tiptonie. Wystąpiła w odcinku „Odd Couples”.
- Gary i Rich (Rick Sawaya, Chris Doyle) – kelnerzy w restauracji hotelu Tipton.
- Skippy (Bo Crutcher) – nocny kierownik hotelu. Nie grzeszy inteligencją, podobnie jak Lance. Wystąpił w pięciu odcinkach.
- Wilfred Tipton[18] (Bob Joles) – ojciec London. Nigdy nie został pokazany w serialu ale jeśli już jest to nie widać go bo jest obstawiony swoimi ochroniarzami. Widać tylko jego rękę. London wiele razy się na nim zawiodła ponieważ łamie on obietnice i nigdy nie ma dla niej czasu. Nie jest jasne, w jaki sposób stał się właścicielem Tiptona, bo London wspominała, że jej ojciec kupił hotel, jednak w odcinku „Boston Sea Party” okazało się, że hotel założyli praprzodkowie dziewczyny. Wilfred wiele razy się żenił, lecz małżeństwa nie trwały długo. W Suite Life w odcinku „Twister” zostaje pokazany. Chciał kupić farmę rodziny Pickettów i wyburzyć ich dom by wybudować fabrykę plastikowych toreb, jednak London zaczęła go szantażować wszystkimi jego przekrętami, więc musiał ustąpić.

## Przyjaciele i znajomi Zacka i Cody’ego
- Bob[19] (Charlie Stewart) – rudowłosy chłopiec, najlepszy przyjaciel Zacka i Cody’ego. Jest nerwowy. Dyslektyk. Potrafi biegle mówić po francusku co ujawniono w odcinku „French 101”. W Suite Life: Nie ma to jak statek dowiadujemy się, że chodzi z Barbarą, byłą dziewczyną Cody’ego.
- Max (Alyson Stoner) – przyjaciółka bliźniaków. W pierwszym sezonie była mylona z chłopcem bo zachowywała się i ubierała tak jak oni. Kiedyś była zakochana w Zacku i poszła z nim na randkę. Założyła razem z nim Codym i Tasiemcem zespół Rock Kwadrat, który wygrał w konkursie organizowanym przez hotel. Postać pojawiła się tylko w pierwszym sezonie serialu i epizodycznie w drugim.
- Tasiemiec (Dennis Bendersky) – przyjaciel bliźniaków. Ma gęste, lekko kręcone włosy. Swój pseudonim otrzymał gdy zjadł dwadzieścia hot dogów w dwie minuty. Pobił przez to rekord Cody’ego, który zjadł dwa. Jego prawdziwe imię nie jest znane. Jest geniuszem matematycznym. Przyjaźnił się z Max. Pojawia się tylko w pierwszym sezonie serialu.
- Jessica i Janice (Camilla i Rebecca Rosso) – siostry bliźniaczki. Przyjechały do Bostonu z Anglii na zjazd bliźniaków. Są bardzo wrażliwe i uczuciowe. Gdy jedna coś powie to druga powtórzy i coś jeszcze od siebie dołoży. W Suite Life w odcinku „Model Behavior” przybyły na statek jako modelki. Janice zainteresowała Zacka, lecz zaczęła spotykać się z Woodym Finkiem, a Jessica zaprzyjaźniła się z Bailey Pickett, choć Cody był przekonany, że jest o nią zazdrosna.
- Barbara Simka Brownstein[20] (Sophie Oda) – azjatka pochodząca z żydowskiej rodziny. Wzorowa uczennica podobnie jak Cody. Jest bardzo zazdrosna o jego osiągnięcia i niemiła dla otoczenia. Przystępowała do wielu konkursów szkolnych m.in. wykonała wulkan czy wystąpiła w słownej pszczółce. Jej ulubionym przedmiotem jest Chemia. Ona i Cody wyznali sobie miłość w odcinku „Orchestra”. Barbara zaczęła spotykać się z Bobem gdy Cody postanowił uczyć się w liceum na statku S.S. Tipton. Odwiedziła go na statku w odcinku „Flowers and Chocolate”.
- Agnes (Allie Grant) – chodzi do klasy z Zackiem i Codym. Jest zakochana w nich obu. Stara się zdobyć ich względy. Zachowuje się agresywnie w stosunku do konkurentek. Często mówi „Agnes lubi” lub „Agnes chce”. Nosi okulary. Nie występuje w trzecim sezonie.
- Warren (Gus Hoffman) – przyjaciel Zacka i Cody’ego ze szkoły. Był na obozie matematycznym razem z Codym i Tasiemcem. Był także harcerzem z Zackiem, Codym i Bobem. Nie występuje w trzecim sezonie serialu.
- Mark (Tyler Steelman) – jest bardzo nerwowy, strachliwy i trudno mu sklecić jakiekolwiek zdanie. Pierwszy raz wystąpił w odcinku „Twin's Club” w drugim sezonie serialu. Chodził razem z Zackiem do szkoły letniej, a następnie do liceum. W odcinku „First Day of High School” wyjawia ze ma histaminafobię, przez co jest nadpobudliwy.
- Haley (Tara Lynne Bar) – pojawia się po raz pierwszy w trzecim sezonie serialu jako koleżanka Zacka ze szkoły letniej. Jest bardzo wstydliwa i nieśmiała. Często wkłada sobie na głowę papierową torbę aby ukryć się przed otoczeniem.
- Laura Bird (Mary Scheer) – nauczycielka w szkole letniej do której uczęszczał Zack. Wypalona zawodowo. Przychodzi do szkoły tylko z obowiązku.
- Brick (Adam Cagley) – najstarszy uczeń szkoły letniej którą powtarzał cztery razy. Jest postrachem wśród pozostałych, z racji swojej postury. Zwraca się po imieniu do nauczycielki. Jego pełne imię to Brickford.
- Gwen (Selena Gomez) – dziewczyna Cody’ego. Zerwała z nim gdy okazało się, że Zack lepiej całuje się od niego. Brała udział w sztuce, wystawianej w szkole.
- Vanessa (Gage Golightly) – dziewczyna, która była zakochana w Codym. Brała udział w sztuce, wystawianej w szkole.
- Theo Cavanaugh (Mike Weinberg) – snobistyczny bogaty chłopak który naśmiewał się z Cody’ego. Chciał aby Zack nagrał mu nielegalnie koncert The Black Eyed Peas na który mieli razem iść. Ich przyjaźń zakończyła się niedługo po tym, gdy Zack zrozumiał, że Theo go wykorzystuje.
- Trent (Denzel Whitaker) – był w drużynie koszykówki razem z Zackiem i Codym. Jest bardzo nerwowy i łatwo można wyprowadzić go z równowagi.
- Jamie (Nathan Kress) – kolega Zacka i Cody’ego ze szkoły. Kiedyś był najlepszym graczem w kosza lecz uległ wypadkowi przez który porusza się na wózku.

## Powiązani z Maddie Fitzpatrick
- Siostra Dominique (Marianne Muellerleile) – siostra zakonna, nauczająca w szkole katolickiej Matki Bożej Bolesnej. Jest surowa i bardzo religijna. Faworyzuje London, którą do szkoły skierował jej ojciec, natomiast w stosunku do Maddie jest wymagająca, mimo że wiele przykrych sytuacji wynika z zachowania London, to i tak obrywa Maddie.
- Mary-Margaret (Monique Coleman) – koleżanka Maddie ze szkoły. Lubi London tylko, dlatego że jest bogata.
- Corrie (Vanessa Hudgens) – koleżanka Maddie ze szkoły. Jest wielką fanką London Tipton, cały czas się nią zachwyca i ma na jej punkcie obsesję.

## Inne postacie
- Kurt Martin[21] (Robert Torti) – jest ojcem Zacka i Cody’ego i byłym mężem Carey. Ma swój zespół rockowy, którego jest liderem. Gdy tylko może to odwiedza synów. Lekkoduch. Jest wyluzowany, beztroski i pozwala chłopcom na wszystko, czego nie pochwala Carey. W odcinku „Christmas at the Tipton” razem z Carey śpiewał kolędy w Tiptonie. Asystował również przy porodzie dziecka. W czasie świąt Cody bardzo chciał aby rodzice zeszli się ze sobą, jednak nie udało się to, przez co chłopiec był bardzo zawiedziony.
- Ilsa Shickelgrubermeiger (Caroline Rhea) – jest inspektorem w hotelu St Mark, który znajduje się po drugiej stronie ulicy. Jest apodyktyczna, niemiła dla ludzi i wzbudza w nich strach. Ma dużą brodawkę na brodzie z której wyrastają jej włosy. Mówi z niemieckim akcentem. Ma psa jamnika.
- George Forgess (Ernie Grunwald) – nauczyciel w szkole do której chodzą Zack i Cody. Często jest zestresowany i najprawdopodobniej jest dyslektykiem.
- Snooty (Donna Cherry) – sprzedawczyni biżuterii i odzieży w jednym z domów handlowych. Jest niemiła wobec innych, natomiast wielbi London Tipton.
- Portia Tenenbaum – bogata przyjaciółka London. Czasem z nią rywalizuje. Większość czasu spędza w Paryżu na zakupach. Nie została pokazana w serialu. London jedynie o niej wspominała.
- Maynard Kay (Aaron Mouser) – wysoki, gruby chłopak, który wziął udział w słownej pszczółce. Zack miał oddać mu pieniądze, które od niego pożyczył, chcąc grać na automatach, w zamian za to że Cody nie poradzi sobie w konkursie Słownej pszczółki.
- Brandi Tipton (T. Lopez) – macocha London. Jest bardzo atrakcyjna. Na początku ona i London nie mogły się ze sobą dogadać, lecz w końcu zaprzyjaźniły się ze sobą, gdy okazało się, że obie lubią zakupy.
- Jeff – chłopak w którym Maddie się zakochała i urządziła mu bal maturalny. W odcinku „A Story Prom” okazało się, że Jeff traktuje Maddie wyłącznie jako koleżankę i ma dziewczynę, która idzie do Yale.
- Tiffany i Chelsea (Alexa Nikolas, Brittany Curran) – dwie bogate przyjaciółki London. Nie są zbyt inteligentne tak jak ona, a czasem są nawet bardziej powierzchowne. Obie miały chirurgię plastyczną nosów. Chelsea odwiedziła London na statku w odcinku „Chocolate and Flowers”, sądząc że dziewczyna nadal mieszka w luksusach. London wstydząc się tego gdzie mieszka, oszukała Chelsea co i tak wyszło na jaw.
- Holly O’Neil (Sammi Hanratty) – mała dziewczynka. Razem ze swoim ojcem oszukiwała wszystkich w hotelu i wyłudzała pieniądze. W trzecim sezonie wyjechała na obóz Raj na Ziemi razem z Maddie, Jasmine, Amy i Leah, bo jej ojciec trafił do więzienia za oszustwa.
- Jasmine (Cierra Ramireza) – dziewczynka z obozu. Jest niechętna w stosunku do Amy. Mówiła, że mieszka w jednym pokoju z braćmi i siostrami.
- Amy (Hannah Leigh Dworkin) – dziewczynka z obozu. Często kłamie. Mówiła, że wychowywała się z wilkami, że uprowadzili ją kosmici i że jej byłym chłopakiem był Justin Timberlake.
- Leah (Jaelin Palmer) – dziewczyna także z obozu. Jest gotką. Rzadko się odzywa. Reszta dziewczyn, w tym Maddie boją się jej.
- Wayne Wormser (Jareb Dauplaise) – otyły zastępca dyrektora w supermarkecie Paul Rivere, gdzie w wakacje pracowali Zack i Cody. Znany jest ze swojego dziwnego zachowania. Jest zapalonym fanem London Tipton.
- Irv Wheldon – gruby inżynier z hotelu St Mark, który rywalizował z Arwinem w odcinku „Going for the Gold” w konkursie na najlepszego inżyniera hotelowego roku. Główną nagrodą był Złoty Przepychacz i pocałunek z Carey Martin. Wheldon, mimo złożonej przysięgi technika oszukiwał, co wydało się dzięki sprytowi Zacka i Codyʼego. W odcinku „Forever Plaid” Arwin wyraźnie zazdrosny, wspomniał, że Wheldon znalazł się na okładce czasopisma „Hotel Engineer Quarterly”.
- Todd (Ben Ziff) – ukochany London. Pochodzi z bogatej rodziny. Nie może się z nią umawiać, bo ich ojcowie są wrogami, więc oboje spotykają się potajemnie. Todd chciał zostać stomatologiem i musiał wyjechać zostawiając London, która ostatecznie się z tym pogodziła.
- Francesca Grubman (Georgina Rosso) – jest jedną z przyjaciółek London, choć ona myśli o niej że jest wredna, okropna i arogancka. W odcinku „Health and Fitness”, London zaprasza Francescę na pokaz mody. Gdy zobaczyła Maddie zaczęła się wyśmiewać z jej wyglądu, jednak wydało się, że aby mieć większe piersi wpychała sobie w dekolt papier toaletowy, przez co została zdyskwalifikowana.

## Zwierzęta
- Dudley[22] – kurczak Estebana. Wystąpił w kilku odcinkach. Pojawił się także w Suite Life: Nie ma to jak statek w odcinku „Mother of the Groom”, gdy Esteban brał ślub z Francescą.
- Scamp (pl. Gałgan) (głos Carlos Alazraqui) – kundelek, pies Maddie. Zakochał się w Ivanie.
- Ivana[23] (głos Emma Stone) – suczka London, szpic miniaturowy. Jest bardzo przez nią rozpieszczana. Ma nawet swój własny telefon. Ivana zakochała się w Gałganie, psie Maddie. Wystąpiła także w odcinku „The Kidney of the Sea” Nie ma to jak statek, demaskując Ashtona, który podrzucił diament z naszyjnika swojej narzeczonej Violet do kieszeni marynarki Zacka, bo był zazdrosny o to że dziewczyna spędza z nim dużo czasu.
- Bonnie i Clyde – dwa szczury użyte w projekcie naukowym przez Zacka i Cody'ego.
- Tippy – koń ciągnący dorożkę. W jednym z odcinków Moseby chciał się go pozbyć jednak bliźniacy go uratowali.
- Bubba – pisklę  jastrzębia, które wykluło się niedługo po tym gdy Arwin próbując złapać jego matkę w siatkę na polecenie Mosebyʼego, wypłoszył ją na dobre, przez co samica odfrunęła i pozostawiła jajo w gnieździe, którym z pomocą Carey a potem Arwina, zaopiekował się Cody. Gdy Bubba podrósł opuścił gniazdo, przez co Cody był bardzo smutny, bo się do niego przywiązał.

## Wystąpili także
- Kathryn Joosten – babcia Maddie
- Emma Stone – Ivana (głos)
- Moises Arias – Randall
- Chris Brown – on sam
- The Cheetah Girls (Adrienne Bailon, Sabrina Bryan, Kiely Williams) – one same
- Monique Coleman – Mary-Margaret
- Miley Cyrus – Hannah Montana
- Michael Clarke Duncan – Coach Little
- Zac Efron – Trevor
- Gage Golightly – Vanessa
- Selena Gomez – Gwen
- Vanessa Hudgens – Corrie
- Victoria Justice – Rebecca
- Nathan Kress – Jamie
- Meaghan Jette Martin – Stacey
- Jesse McCartney – on sam
- Tahj Mowry – Brandon
- Kathy Najimy – Principal Miletitch
- Kay Panabaker – Amber
- Tom Poston – Merle
- Drew Seeley – Jeffrey
- Jaden Smith – Travis
- Raven-Symoné – Raven Baxter
- Tony Hawk – on sam
- Mary Scheer – Laura Bird
- Daniella Monet – Dana
- The Veronicas – one same

## Występy innych postaci
Tabela przedstawia postacie które wystąpiły więcej niż jeden raz.
| Postać                                                 | Grany przez             | Sezon 1 | Sezon 2 | Sezon 3 | Ilość wszystkich odcinków | Pierwszy odcinek         |
| ------------------------------------------------------ | ----------------------- | ------- | ------- | ------- | ------------------------- | ------------------------ |
| Esteban Ramírez                                        | Adrian R’Mante          | 22      | 30      | 18      | 70                        | Hotel Hangout            |
| Lance Fishman                                          | Aaron Musicant          | 3       | 3       | 4       | 10                        | Hotel Hangout            |
| Max                                                    | Alyson Stoner           | 9       | 6       | 3       | 18                        | Hotel Hangout            |
| Tasiemiec                                              | Dennis Bendersky        | 4       | 0       | 0       | 4                         | Hotel Hangout            |
| Muriel                                                 | Estelle Harris          | 16      | 0       | 1       | 17                        | Hotel Inspector          |
| Ilsa Shickelgrubermeiger-Von Helsinger Kepelugerhoffer | Caroline Rhea           | 2       | 1       | 0       | 3                         | Hotel Inspector          |
| Arwin Hawkhauser                                       | Brian Stepanek          | 13      | 18      | 12      | 43                        | The Prince & The Plunger |
| Mary Margaret                                          | Monique Coleman         | 8       | 10      | 4       | 22                        | A Prom Story             |
| Warren                                                 | Gus Hoffman             | 1       | 3       | 0       | 4                         | Cody Goes To Camp        |
| Patrick                                                | Patrick Bristow         | 4       | 4       | 1       | 9                         | Big Hair & Baseball      |
| Barbara Brownstein                                     | Sophie Oda              | 1       | 4       | 5       | 10                        | Rock Star In The House   |
| Bob                                                    | Charlie Stewart         | 1       | 13      | 2       | 16                        | Smart & Smarterer        |
| Pan Forgess                                            | Ernie Grunwald          | 1       | 1       | 1       | 3                         | Smart & Smarterer        |
| Kurt Martin                                            | Robert Torti            | 2       | 6       | 10      | 18                        | Dad's Back               |
| Agnes                                                  | Allie Grant             | 1       | 3       | 0       | 4                         | Crushed                  |
| Rich                                                   | Chris Doyle             | 0       | 2       | 0       | 2                         | Odd Couples              |
| Chef Paolo                                             | Jerry Kernion           | 0       | 2       | 1       | 3                         | Heck's Kitchen           |
| Norman                                                 | Anthony Acker           | 0       | 8       | 3       | 11                        | Free Tippy               |
| Siostra Dominique                                      | Marianne Muellerleile   | 0       | 4       | 8       | 12                        | Forever Plaid            |
| Corrie                                                 | Vanessa Hudgens         | 0       | 6       | 7       | 13                        | Forever Plaid            |
| Jessica i Janice                                       | Camilla i Rebecca Rosso | 0       | 6       | 8       | 14                        | Twins At The Tipton      |
| Irene                                                  | Sharon Jordan           | 0       | 3       | 3       | 6                         | Boston Tea Party         |
| Holly                                                  | Sammi Hanratty          | 0       | 1       | 4       | 5                         | Have A Nice Trip         |
| Leslie                                                 | Kaycee Stroh            | 0       | 1       | 1       | 2                         | Volley Dad               |
| Skippy                                                 | Bo Crutcher             | 0       | 2       | 3       | 5                         | Scary Movie              |
| Grace                                                  | Naomi Chan              | 0       | 1       | 1       | 2                         | Ah Wilderness            |
| Mark                                                   | Tyler Steelman          | 0       | 1       | 3       | 4                         | Club Twin                |
| Chelsea                                                | Brittany Curran         | 0       | 1       | 2       | 3                         | Miniature Golf           |
| Tiffany                                                | Alexa Nikolas           | 0       | 1       | 1       | 2                         | Miniature Golf           |
| Jasmine                                                | Cierra Ramirez          | 0       | 0       | 4       | 4                         | Graduation               |
| Amy                                                    | Hannah Leigh Dworkin    | 0       | 0       | 4       | 4                         | Graduation               |
| Leah                                                   | Jaelin Palmer           | 0       | 0       | 4       | 4                         | Graduation               |
| Wayne Wormser                                          | Jareb Dauplaise         | 0       | 0       | 4       | 4                         | Summer Of Our Discontent |
| Millicent                                              | Kara Taitz              | 0       | 0       | 10      | 10                        | Summer Of Our Discontent |
| Haley                                                  | Tara Lynne Barr         | 0       | 0       | 2       | 2                         | Summer Of Our Discontent |
| Nia Moseby                                             | Giovonnie Samuels       | 0       | 0       | 7       | 7                         | Baggage                  |